# Haplochromis erythromaculatus
Haplochromis erythromaculatus е вид лъчеперка от семейство Цихлиди (Cichlidae). Видът е застрашен от изчезване.

## Разпространение
Разпространен е в Руанда.